# Cibao Fútbol Club
Cibao è una squadra dominicana che milita nella Primera División, la massima serie della Repubblica Dominicana. 

## Storia
Il club ha vinto l'edizione del 2017, partecipando quindi alla CFU, ovvero il torneo preliminare perle squadre vincitrici delle nazioni facenti parte della Caribbean Football Union, per qualificarsi alla CONCACF Champions League dell'anno successivo. Il Cibao è riuscito a vincere il torneo, ed è diventato il primo club della Repubblica Dominicana a qualificarsi alla CONCACAF Champions League, perdendo il primo turno con il Guadalajara, vincitore finale della competizione.

## Palmarès

### Competizioni nazionali
- Primera División dominicana: 5

2016, 2021, 2022, 2023, 2024

### Competizioni internazionali
- CFU Club Championship: 1

2017

### Altri piazzamenti
- CFU Club Championship:

Semifinalista: 2020